# Prado de la Guzpeña
Prado de la Guzpeña est une commune d'Espagne dans la province de León, communauté autonome de Castille-et-León. Elle s'étend sur 22,94 km2 et comptait environ 140 habitants en 2015.